# Adile Naşit

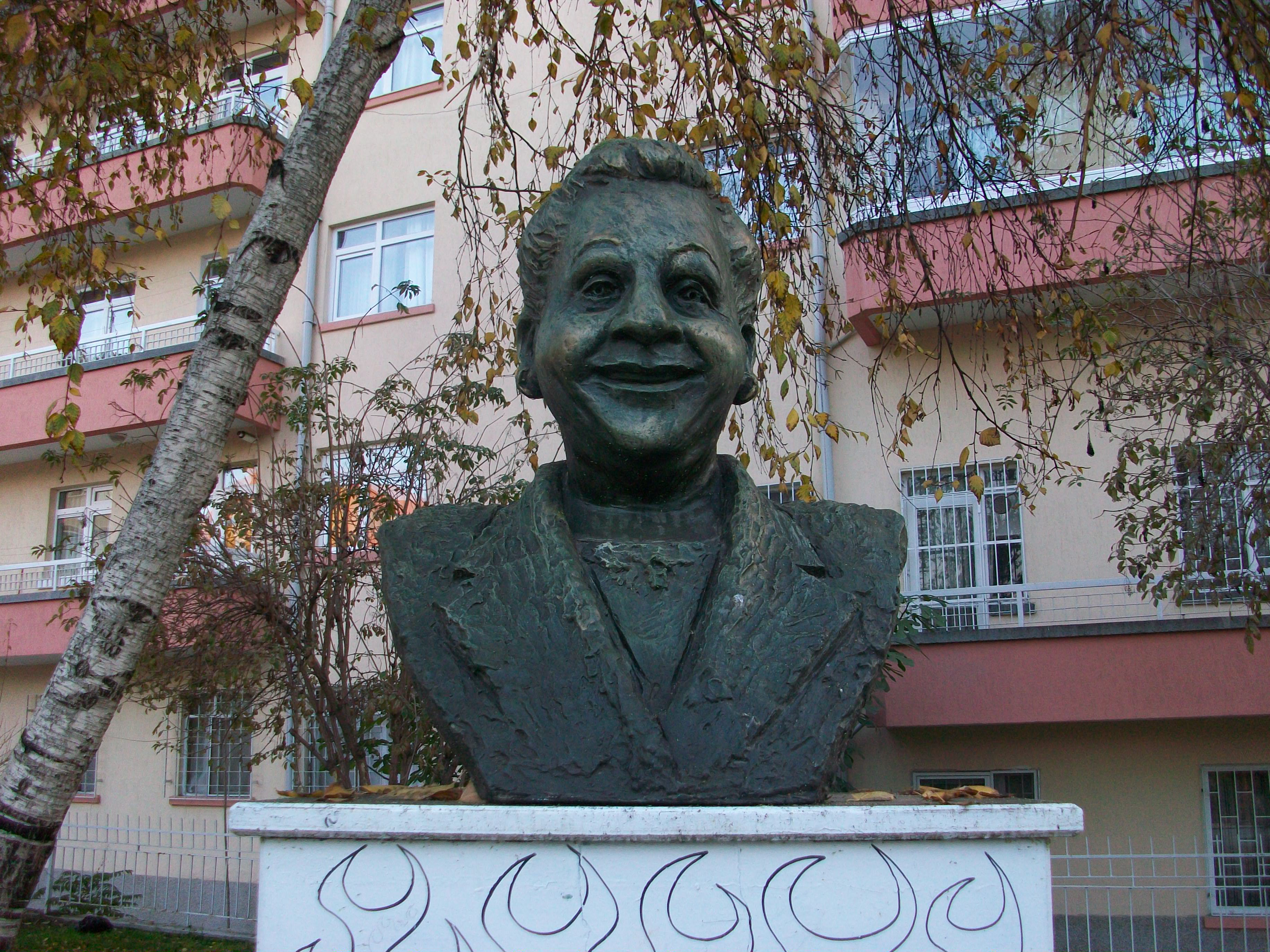
Büste im Adile Naşit Parkı in Çankaya, Ankara

Adile Naşit (anhörenⓘ bürgerlicher Name: Adile Keskiner; * 17. Juni 1930 in Istanbul; † 11. Dezember 1987 ebenda) war eine der populärsten Komödiantinnen der Türkei. Sie war Theaterspielerin und Schauspielerin. Sie war in der Türkei auch unter dem Kosenamen Adile Teyze (Tante Adile) bekannt.

## Leben und Familie
Als Tochter eines türkischen Komödianten  und einer armenischstämmigen Theaterspielerin wurde Adile Naşit in eine Künstlerfamilie hineingeboren. Ihr Vater Naşit Bey wurde als „der Mann, der Sultan Abdülhamid zum Lachen bringt“ berühmt und bekam später den osmanischen Auszeichnungstitel für Komödianten Komik-i Şehir (der Komödiant der Stadt (Istanbul)) 1950 heiratete Adile Naşit den Theaterspieler Ziya Keskiner. Aus dieser Ehe ging ihr Sohn Ahmet hervor. Ihr Sohn starb im Jahr 1966 an einem Loch im Herzen. Im selben Jahr starb auch Adile Naşits Mutter Amelya Hanım.
Adile Naşit starb am 11. Dezember 1987 an Krebs. Sie liegt auf dem Friedhof Karacaahmet in Istanbul.
Im Jahr 2016 feierte Google Doodle ihren 86. Geburtstag.

## Karriere

### Theater
Ihre Kindheit verbrachte Adile Naşit mit ihrem Bruder Selim Naşit, der ebenso ein berühmter Schauspieler war, hinter Theaterkulissen. 1944 brach sie nach dem Tod ihres Vaters ihre Schulausbildung ab und trat dem Kindertheater des Istanbuler Stadttheaters (İstanbul Şehir Tiyatroları Çocuk Tiyatrosu) bei.
Ihre ersten größeren Auftritte hatte Adile Naşit bei der Istanbul-Tournee des Theaterspiels Herşeyden biraz (Von allem etwas) mit der Halide-Pişkin-Theatergruppe. Danach und 1954–1960 arbeitete sie in der Muammer-Karaca-Gruppe. 1948–1951 arbeitete sie mit den berühmten Theater- und Schauspielern Aziz Basmacı und Vahi Öz in einer Theatergruppe. Mit ihrem Ehemann Ziya Keskiner und ihrem Bruder Selim Naşit bildete sie eine eigene Theatergruppe, die sich allerdings schon 1961 auflöste. 1963 bis 1975 arbeitete sie ununterbrochen im Gazanfer Özcan-Gönül Ülkü-Theater.

### Film
Zum ersten Mal stand Adile Naşit bereits 1947 mit 17 Jahren vor der Kamera für Dreharbeiten zu dem Film Yara (Wunde) von Seyfi Havaeri. Auch wirkte sie 1948 in dem Film Lüküs Hayat (Luxusleben) mit, doch begann ihre eigentliche Karriere als eine der populärsten Schauspielerinnen der Türkei in den 1970er Jahren.
1976 bekam sie beim Antalya Film Festival (Goldene Orange/Altın Portakal) die Auszeichnung als Beste Schauspielerin für ihre Rolle in İşte Hayat (Das ist das Leben). Zu ihren unvergessenen Rollen gehört ihre Rolle als Assistentin des Internats in der Klassiker-Filmreihe Hababam Sınıfı (Die chaotische Klasse).
Zumeist spielte Naşit in Komödien von Ertem Eğilmez und Kartal Tibet. Sie spielte in ihren Filmen nahezu durchgehend die Rolle der gutherzigen nicht sonderlich intelligenten naiven Oma, Mutter, Frau oder Ehefrau.
Sie spielte mit Kemal Sunal, Münir Özkul und anderen prominenten türkischen Schauspielerinnen und Schauspielern.

### Fernsehen
Ab 1980 erzählte Naşit in der TRT-Kindersendung Uykudan önce (Vor dem Schlafengehen) als Masalci Teyze (Die Märchen erzählende Tante) den Kindern Gutenacht-Geschichten.

### Animation
Tamer İpek drehte 2005 Adile Teyze ve Kuzucuklar (Tante Adile und die Lämmchen), womit er Adile Naşit per 3D-Computeranimation „wiederbelebte“. Kuzucuklar/Lämmchen war die Bezeichnung, mit der Naşit in ihrer Sendung ihre Zuschauer, die Kinder, anredete. Adile Naşit erzählt in diesem Film ganz in der Tradition von Uykudan önce den Kindern Geschichten. Der Privatsender Kanal D strahlte 2005 diesen Film als wöchentliche Serie für Kinder aus.